# Skepta
Joseph Olaitan Adenuga Jr. (født d. 19. september 1982), bedre kendt under kunsternavnet Skepta, er en britisk-nigeriansk grime rapper, DJ og producer.

## Baggrund
Skepta er født i London til forældre fra Nigeria. Adenuga-familien er blevet en af de mest kendte i grime-scenen i Storbritannien, da både Skepta og hans lillebror, kunstnernavn Jme, er rappere, og hans lillesøster, Julie Adenuga, er radiovært med fokus på genren.

## Musikkarriere
Skepta begyndte sin karriere som DJ på piratradio stationen Meridan Crew, samtidig med han producerede musik. Han blev i 2005 kortvarigt del af gruppen Roll Deep, før han i 2006 blev medgrundlægger af det nok mest kendte grime kollektiv, Boy Better Know, i 2006. Det var i denne periode, at Skepta blev overbevist om, at selv begynde at rappe af,en af de andre medlemmer af Boy Better Know, Wiley. Skepta udgav sin første mixtape, kaldet Joseph Junior Adenuga i 2006. Et år senere, i september 2007, udgav han sit første album, kaldet Greatest Hits.
Skeptas første mainstream succes var da han udgav singlen "Rolex Sweep" i september 2008, som nåede nummer 86 på UK Singles Chart. Han udgav sit andet album, Microphone Champion, i juni 2009. Hans næste album, Doin' It Again, blev udgivet i 2011, og var hans første album lavet med et større pladeselskab. Han udgav fem singles fra albummet, med "Rescue Me" som den mest succesfulde, da den nåede nummer 14 på UK Singles Chart.
Det var meningen, at hans næste album, kaldet The Honeymoon, skulle blive udgivet i løbet af 2012, men efter at de to singler fra albummet mødte en lunken modtagelse, blev projektet droppet, og han udgav i stedet en mixtape, kaldet Blacklisted i december 2012. Dog han udgav nogle singles og var med på nogle sange af andre kunstnere i mellemtiden, så var det først i maj 2016, at Skepta udgav sit næste album, Konnichiwa. Albummet var en kæmpe succes, da det nåede andenpladsen på UK Album Charts, og dermed blev det højest rankerende grime-album på hitlisterne nogensinde.
Skepta udgav sit femte album, Ignorance Is Bliss, i maj 2019 og udgav i marts 2020 et album sammen med rapperne Chip og Young Adz, kaldet Insomnia.

## Diskografi

### Studiealbum
- Greatest Hits (2007)
- Microphone Champion (2009)
- Doin' It Again (2011)
- Konnichiwa (2016)
- Ignorance Is Bliss (2019)
- Insomnia (2020) (sammen med Chip og Young Adz)

### Mixtapes
- Joseph Junior Adenuga (2006)
- Been There Done That (2010)
- Community Payback (2011)
- Blacklisted (2012)
- The Tim Westwood Mix (2015)
- All In (2021)